# Uluköy, Taşova
Uluköy là một thị trấn thuộc huyện Taşova, tỉnh Amasya, Thổ Nhĩ Kỳ. Dân số thời điểm năm 2010 là 1.39 người.